# Birgit Jüngst
Birgit Jüngst-Dauber, née le 1er septembre 1967 à Hatzfeld (Eder), est une coureuse cycliste allemande. Spécialiste de VTT cross-country, elle est notamment championne d'Europe de cross-country marathon en 2003. Elle pratique en amatrice le triathlon et le cross triathlon.

## Biographie
Birgit Jüngst est la première allemande à remporter une médaille dans un championnat international de VTT féminin. En 2003, elle devient championne d'Europe de cross-country marathon  à Graz (Autriche). Elle est également quatrième des mondiaux de cross-country marathon. En 2005, dans la même discipline, elle remporte la médaille d'argent aux championnats d'Europe en Allemagne. Peu de temps après, elle déclare forfait aux mondiaux 2005 en raison d'une grossesse. Durant sa carrière de VTT, elle remporte plusieurs grandes courses d'enduro.
Après avoir fondé une famille, elle a également connu du succès en triathlon dans son groupe d'âge. En 2010, vainqueur de l'Ironman 70.3 Allemagne dans sa catégorie (W40), elle obtient le titre honorifique de championne d'Europe de triathlon de sa catégorie. Elle est également victorieuse dans sa catégorie lors des championnats d'Europe de cross triathlon en 2011 et plusieurs fois de cette même catégorie lors des championnats d'Allemagne de cross triathlon,. 
Jüngst-Dauber est marié et mère de deux fils.

## Palmarès en VTT

### Championnats du monde
- Lugano 2003
  - 4e du cross-country marathon

### Coupe du monde
Coupe du monde de cross-country marathon
- 2005 : 14e du classement général

### Championnats d'Europe
- Graz 2003 
  -  Championne d'Europe de cross-country marathon
- Wałbrzych 2004 
  - 6e du cross-country marathon
- Frammersbach 2005 
  - 8e du cross-country marathon